# Settimio Erodiano
Settimio Erodiano anche noto come Erode o Hairan (latino: Septimius Herodianus; ... – 267 circa) era l'erede di Odenato di Palmira, signore di uno stato semi-indipendente all'interno dell'Impero romano durante l'apice della Crisi del terzo secolo.
Viene descritto dalla Historia Augusta come il figlio di primo letto di Odenato e quindi come il figliastro di sua moglie Zenobia, la quale era gelosa di lui in quanto avrebbe ereditato il dominio su Palmira al posto dei suoi figli. Secondo l'Historia, che lo chiama Erode, sarebbe stato una persona dedita a «tutte le lussurie della Grecia e dell'oriente» come «vesti decorate d'oro alla maniera persiana» e incline alla dissolutezza; malgrado ciò, godeva della fiducia del padre, che gli concedeva beni e concubine.
Venne assassinato assieme al padre, probabilmente nel 267 ad Emesa; l'assassino sarebbe stato un parente del padre, Meonio, ma è probabile che la mandante sia stata Zenobia, che voleva mettere sul trono il figlio Vaballato.